# خسوس تورس (بازیکن فوتبال)
خسوس تورس (انگلیسی: Jesús Torres؛ زادهٔ ۱۳ مارس ۱۹۸۰) بازیکن فوتبال اهل اسپانیا است.
از باشگاه‌هایی که در آن بازی کرده‌است می‌توان به باشگاه فوتبال کامپوستلا و باشگاه فوتبال پومفرادینا اشاره کرد.